# Baccio Lomi

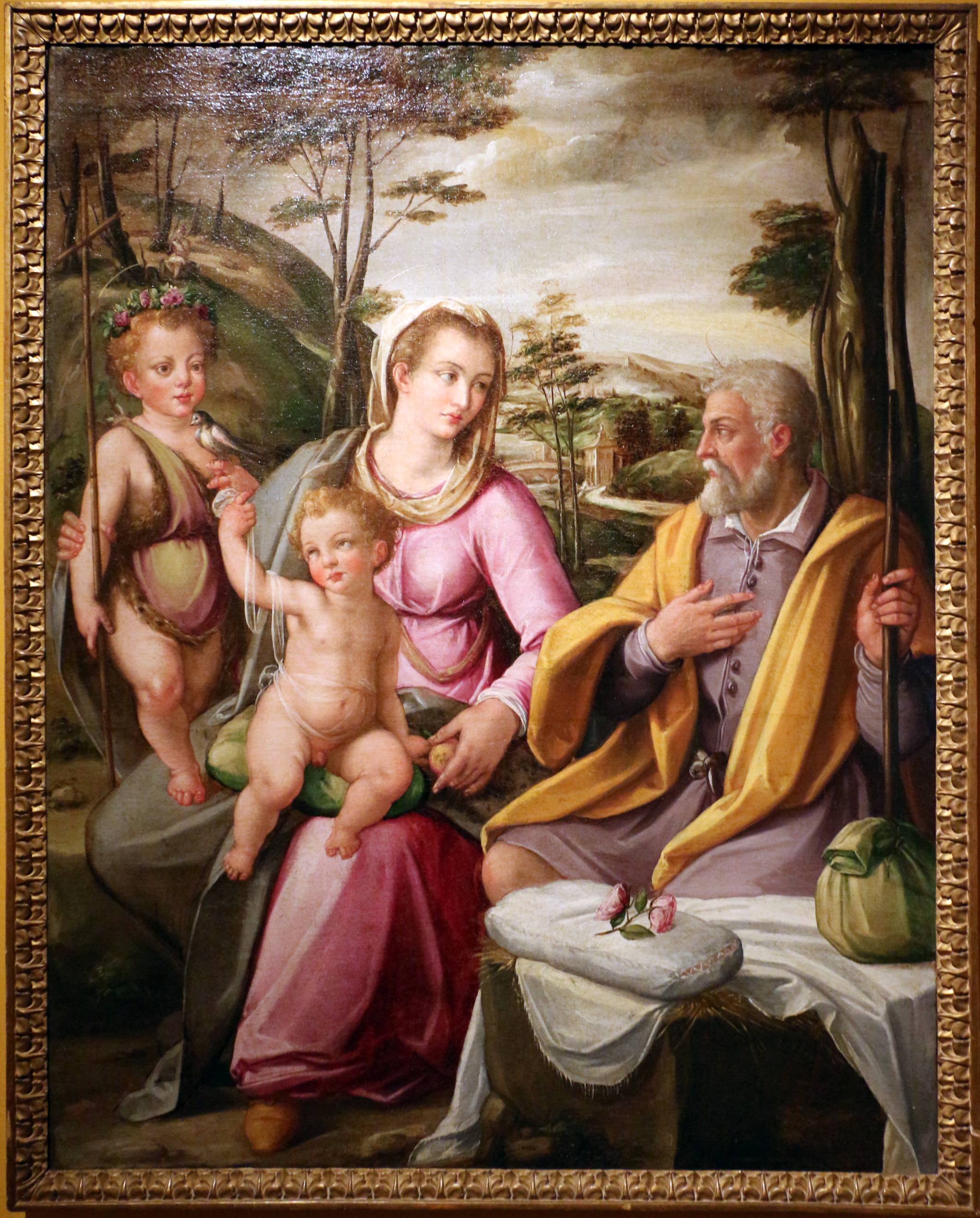
Sacra Famiglia con san Giovannino, palazzo Blu, Pisa

Bartolomeo (Baccio) Lomi (Firenze, 1550 circa – Pisa, 1595) è stato un pittore italiano.

## Biografia
Figlio primogenito di Giovan Battista Lomi, si trasferì col padre da Firenze a Pisa nel 1572, e fu fratello maggiore dei pittori Aurelio e Orazio.
Formatosi sui modelli del primo manierismo fiorentino (Andrea del Sarto, Fra Bartolomeo, il Bronzino), rispetto ai fratelli fu un artista decoroso ma marginale, attivo in commesse di profilo medio-basso, soprattutto religiose legate al territorio di Pisa e, in maniera minore, di Lucca.